# Ludwik Wertenstein
 (février 2025).
Si vous disposez d'ouvrages ou d'articles de référence ou si vous connaissez des sites web de qualité traitant du thème abordé ici, merci de compléter l'article en donnant les références utiles à sa vérifiabilité et en les liant à la section « Notes et références ».
Ludwik Wertenstein, né le 16 avril 1887 à Varsovie et mort le 18 janvier 1945 à Budapest, est un physicien polonais, pionnier des expérimentations en physique atomique en Pologne.

## Biographie
Fils d'un médecin, Ludwik Wertenstein est né en 1887 à Varsovie dans une famille juive, assimilée à la culture polonaise depuis plusieurs générations. 
En 1904, il entame des études de mathématiques à l'Université de Varsovie, mais il en est expulsé un an plus tard pour avoir participé aux manifestations des étudiants contre la politique tsariste lors de la révolution de 1905. Fin 1905, Wertenstein se rend à Paris pour étudier la physique à la Sorbonne où il se fait remarquer par Maria Skłodowska-Curie et c'est à l'Institut Curie qu'il commencera son activité scientifique après sa licence. Il y passe cinq ans. En 1913, il obtient un doctorat pour sa thèse Recherches expérimentales sur le recul radioactif. 
En novembre 1913, Maria Skłodowska-Curie inaugure le premier laboratoire de radiologie de Pologne, géré par la Société scientifique de Varsovie. Elle en sera la directrice mais préférant rester à Paris, elle délègue la gestion quotidienne à ses anciens assistants : Jan Kazimierz Danysz et Ludwik Wertenstein. Cependant, après le déclenchement de la Première Guerre mondiale, Jan Danysz retourne en France pour prendre le commandement de sa section au 28e régiment d'infanterie et meurt sur le champ de bataille près de Cormicy. La direction du laboratoire est alors confiée à Ludwik Wertenstein. Il le dirigera jusqu'en septembre 1939.
Le gouvernement du nouvel Etat polonais qui renaît en 1918 n'a pas de moyens financiers pour accorder des subventions suffisantes pour le fonctionnement de cette institution. Afin d'assurer son développement ininterrompu, Wertenstein renonce à son salaire et finance souvent lui-même la recherche. La situation financière du laboratoire s'améliore en 1921, lorsque Maria Skłodowska-Curie transmet à Wertenstein 1000 dollars collectés au sein de la communauté polonaise aux États-Unis. 
Wertenstein s'intéresse aux propriétés des gaz très raréfiés. Il se consacre également à l'étude de l'émanation du radium. En 1925, il continue ses expériences à l'Université de Cambridge où il se retrouve sur invitation d'Ernest Rutherford, le découvreur du noyau atomique, et grâce au soutien financier de la Fondation Rockefeller. Il réussit alors à déterminer le poids moléculaire du radon. A Cambridge, où il reste jusqu'en 1927, il se lie d'amitié avec le futur lauréat du prix Nobel James Chadwick. Il y rencontre également un autre lauréat du prix Nobel, le physicien soviétique Piotr Kapitsa. À cette époque, il entretient également des contacts scientifiques avec Irène Curie et Max Planck. 
Après la découverte de la radioactivité artificielle par Irène Curie et son mari Frédérick Joliot en avril 1934, le laboratoire de radiologie de Varsovie entame des recherches en physique nucléaire concernant la transformation d'éléments et les rayons cosmiques. Trois mois après la découverte à Paris des trois éléments radioactifs artificiels, le phosphore, l'azote et l'aluminium, le laboratoire de Varsovie du professeur Wertenstein découvre deux autres éléments radioactifs : le fluor radioactif produit à partir d'azote (la découverte est faite par Marian Danysz, fils de Jan Danysz, et Michał Żyw) et le scandium radioactif, créé à partir du potassium. Un peu plus tard, Józef Rotblat découvre le cobalt-60 et plusieurs autres nucléides radioactifs. 
Un autre grand succès du laboratoire est la découverte du phénomène des collisions inélastiques entre neutrons.
Ludwik Weinstein est marié avec Matylda née Meyer, avec qui il a eu deux enfants : Wanda et Piotr. Après l'invasion de la Pologne par l'Allemagne en septembre 1939, la famille Wertenstein quitte Varsovie pour le village de Turczynek, près de Milanówek, où le professeur cache la préparation de radium radioactif prélevée au laboratoire. Obligé de fuir à nouveau, il transfère ce trésor inestimable à la villa du professeur de physique, Wacław Werner.
Ses amis étrangers, Niels Bohr au Danemark, Irène Curie et Frédéric Joliot en France, James Chadwick et John Cockcroft en Grande-Bretagne, tentent d'aider le professeur à gagner l'Ouest, mais sans succès. Mais ses connaissances dans le monde de la science aident à ce que son fils Piotr soit retrouvé par Piotr Kapitsa dans un goulag. Grâce à l'intercession de Kapitsa auprès du procureur général de l'URSS, Andrey Vyshinsky, Piotr quitte l'URSS avec l'armée Anders et participe ensuite à la bataille de Monte Cassino.  
À partir de 1942, Wertenstein et son épouse Matylda se cachent à Cracovie, entre autres dans les appartements des professeurs de physique Marian Mięsowicz et Jan Weyssenhoff. Finalement, grâce à de faux papiers obtenus par les efforts des physiciens de Cracovie, il réussit à passer la frontière et gagner Budapest, où il prend contact avec le physicien hongrois Jenő Barnóthy et sa femme Madeleine Forro. Mais il ne voit pas la fin de la guerre. Lorsqu'en octobre 1944, avant l'arrivée de l'Armée rouge, les Allemands déclarent Budapest forteresse, Wertenstein tente de se sauver mais ses demandes de visas aux ambassades de Suède et de Suisse sont refusées. Le professeur Wertenstein est tué par un missile soviétique, le 18 janvier 1945 .  
Les expériences de guerre de Wanda Wertenstein ont inspiré à Jerzy Andrzejewski la nouvelle Grande semaine.

## Publications
- Recherches expérimentales sur le recul radioactif, thèse de doctorat en sciences physiques, Faculté des Sciences de Paris, 1913.
- Sur les fluctuations du rayonnement alpha, avec A. Muszkat, Paris, Revue générale de l'électricité, 1921.
- Radioactivité, éditions Hermann, Paris, 1939.